# Weilin+Göös
Weilin+Göös Oy est une maison d'édition finlandaise active de 1872 à 2011. 

## Histoire
Weilin+Göösin est fondé le 23 septembre 1872 par Karl Gustaf Göös (fi) (1837–1917) et Alexander Georg Weilin (fi) (1823–1889).
La société débute immédiatement ses activités d'édition.
Au début Weilin+Göös édite surtout des livres religieux et des manuels scolaires.
En 1950, la société décide de se spécialiser dans les almanachs, les calendriers et dans différentes documents administratifs.
Ses activités d'éditions durent jusqu'en 1963.
En 1970, Weilin+Göös est acheté par le vendeur de tabac Amer.
Dans les années 1990, après d’importantes compressions de personnel, Weilin+Göös devient filiale de Werner Söderström Osakeyhtiö et appartient au groupe Sanoma.
Dans ses dernières années d'existence,Weilin+Göös s'est spécialisée dans l'édition d'ouvrages de Non-fiction et dans les collections d'œuvres majeures et la vente directe au consommateur.
En 2011, la société est fermée et ses activités sont transférées à WSOY.